# Волков, Валентин Викторович

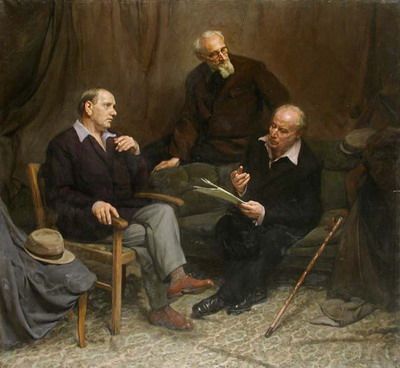
Групповой портрет деятелей белорусского театра Г. П. Глебова, О. П. Марикса, В. И. Владомирского. 1959 г.

Валентин Викторович Волков (бел. Валянцін Віктаравіч Волкаў; 19 апреля 1881, Елец — 8 ноября 1964, Минск) — русский и советский, белорусский художник, народный художник Белорусской ССР (1955). Автор рисунка герба БССР (1926 и 1938 гг.). Принимал участие в художественных выставках с 1903 года. Работал в жанрах тематических картин, портрета, писал пейзажи, натюрморты.

## Биография
Валентин Волков родился 19 апреля 1881 года и происходил из семьи русских художников, Орловской губернии. Дед был первым профессиональным художником. Он был крепостным, хозяин отдал его в училище живописи и ваяния, но барин за несколько месяцев до окончания учения забрал его из училища, чтобы не давать ему вольную. Отец его тоже был профессиональным художником жанристом и портретистом в Ельце.
C самого детства он рос среди картин и художников, альбом не покидал его рук, в нём были наброски, копии.
В 1907 году закончил Пензенское художественное училище, после этого его зачислили в Петербургскую Академию художеств.
Умер 8 ноября 1964 года.

## Творчество
В 1918 году в Петрограде Волков занимался убранством города к годовщине Октября (эскизы панно «Вся власть Советам», «Штурм Зимнего»). Эскизы этого праздника находятся в Государственном русском музее.

С 1919 года он переехал в Беларусь, где преподавал в народной художественной школе Велижа (1919—1929), в Витебском художественном техникуме (1923—1929).

В 1926 году Волков участвовал в конкурсе создания белорусского герба и победил в нём. Оформлял вокзал на станции Негорелое, многофигурный фриз «Октябрь в Белоруссии» в павильоне БССР на Всесоюзной сельскохозяйственной выставке в Москве (1939).
Широкую известность получила его огромная (275 х 526,5 см) композиция «Минск 3 июля 1944 года» (1946—1953).
В 1955 году художник получил звание Народного художника БССР.
Валентин Волков рисовал портреты (М. Горького, Я. Купалы и др.), оформлял книги белорусских поэтов (Я. Купалы и Я. Коласа). Много лет был педагогом, преподавал в Белорусском государственном театрально-художественном институте (1953—1964).
Один из первых в белорусской живописи сделал образ Ленина (портрет, 1926 г.). Автор работ «Индустриализация», «Коллективизация», «Кастусь Калиновский», «Баррикада» (1923), «Молотобоец» (1926), «Партизаны» (1928), «Передача опыта» (1937), «Студенты» (1947).

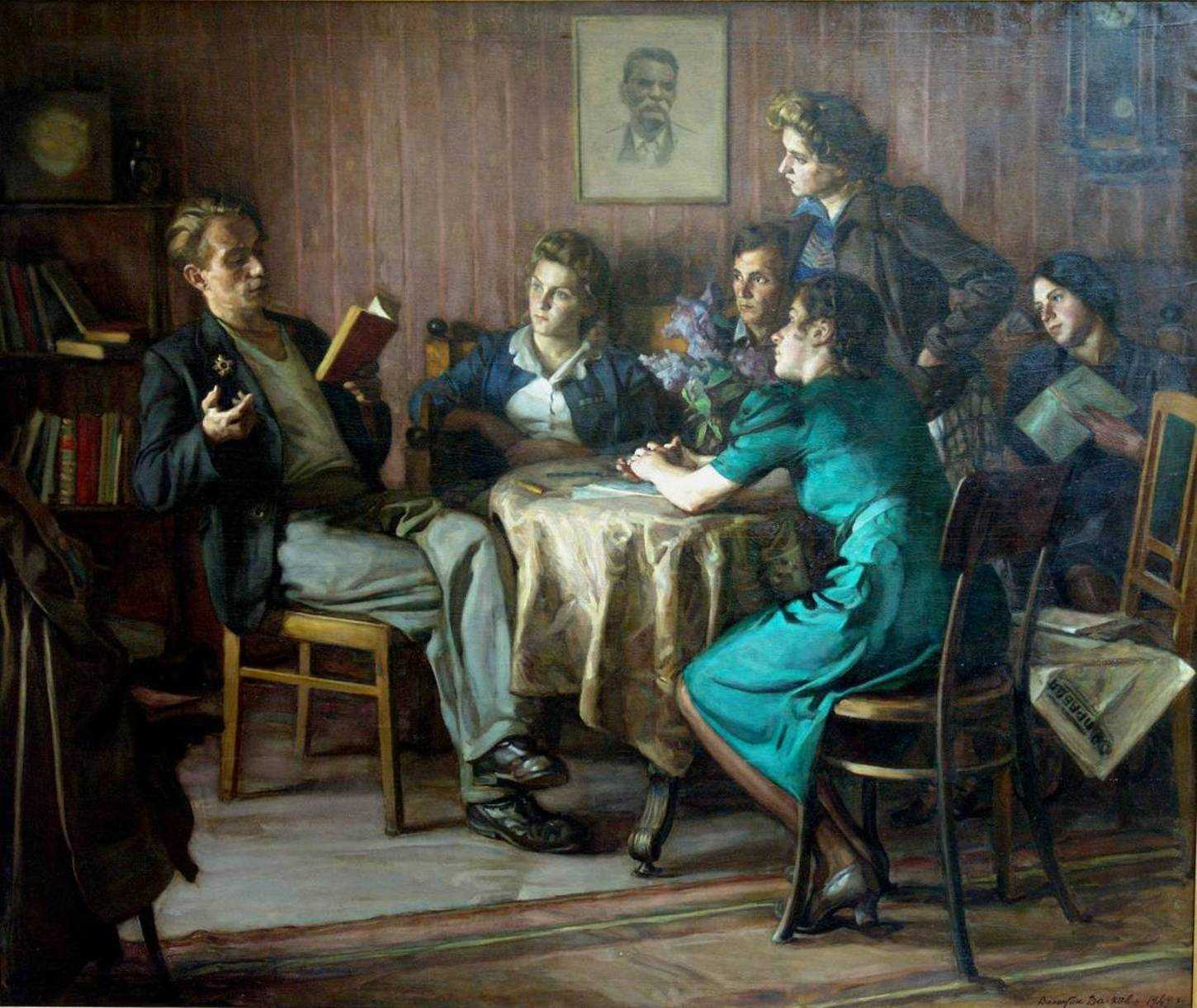
Студенты. 1947 г.

## Награды
- орден «Знак Почёта» (20.06.1940) — за выдающиеся заслуги в деле развития белорусского театрального и музыкального искусства